# 니콜로 마르첼로

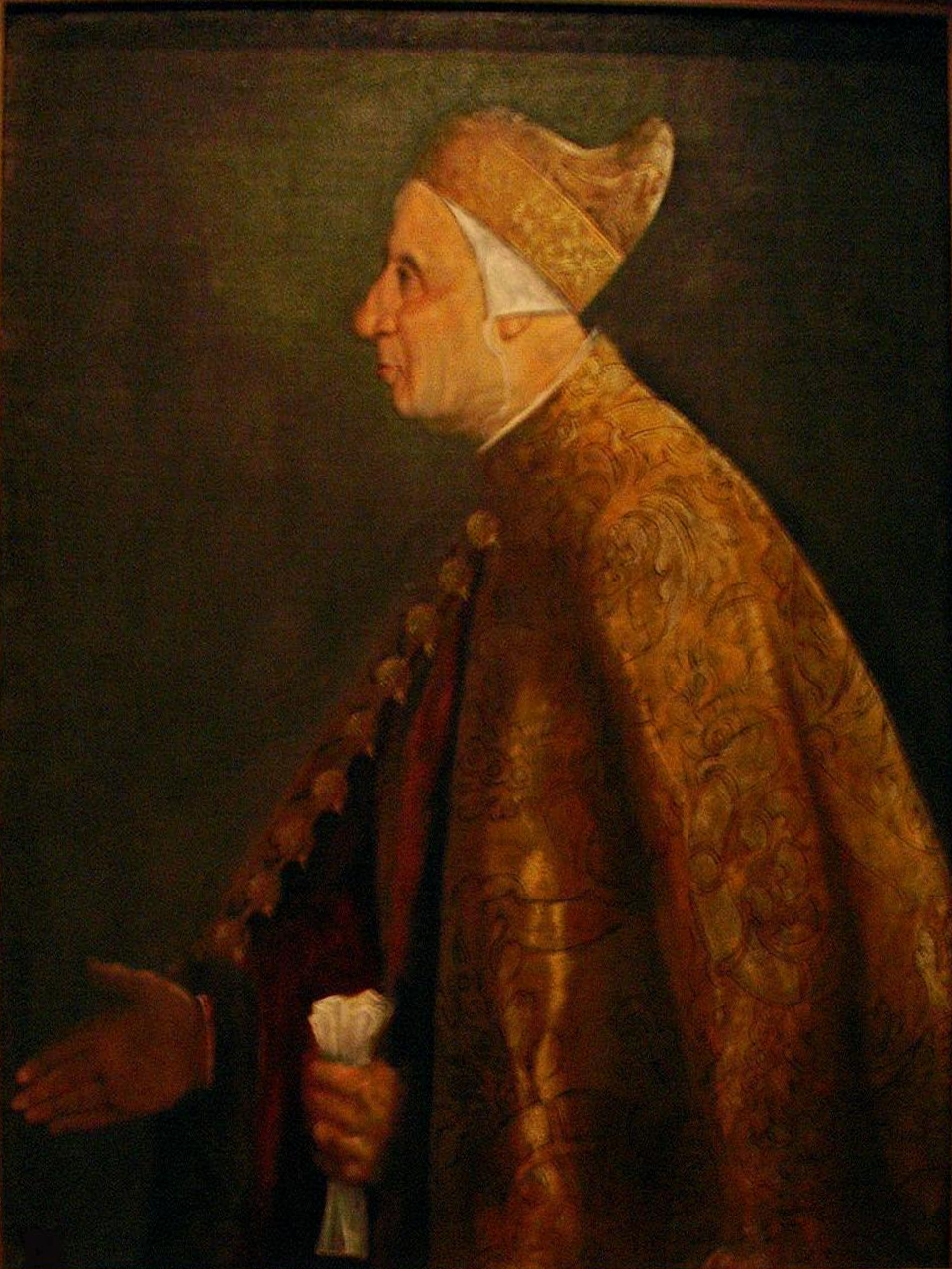
티치아노가 그린 니콜로 마르첼로의 초상화

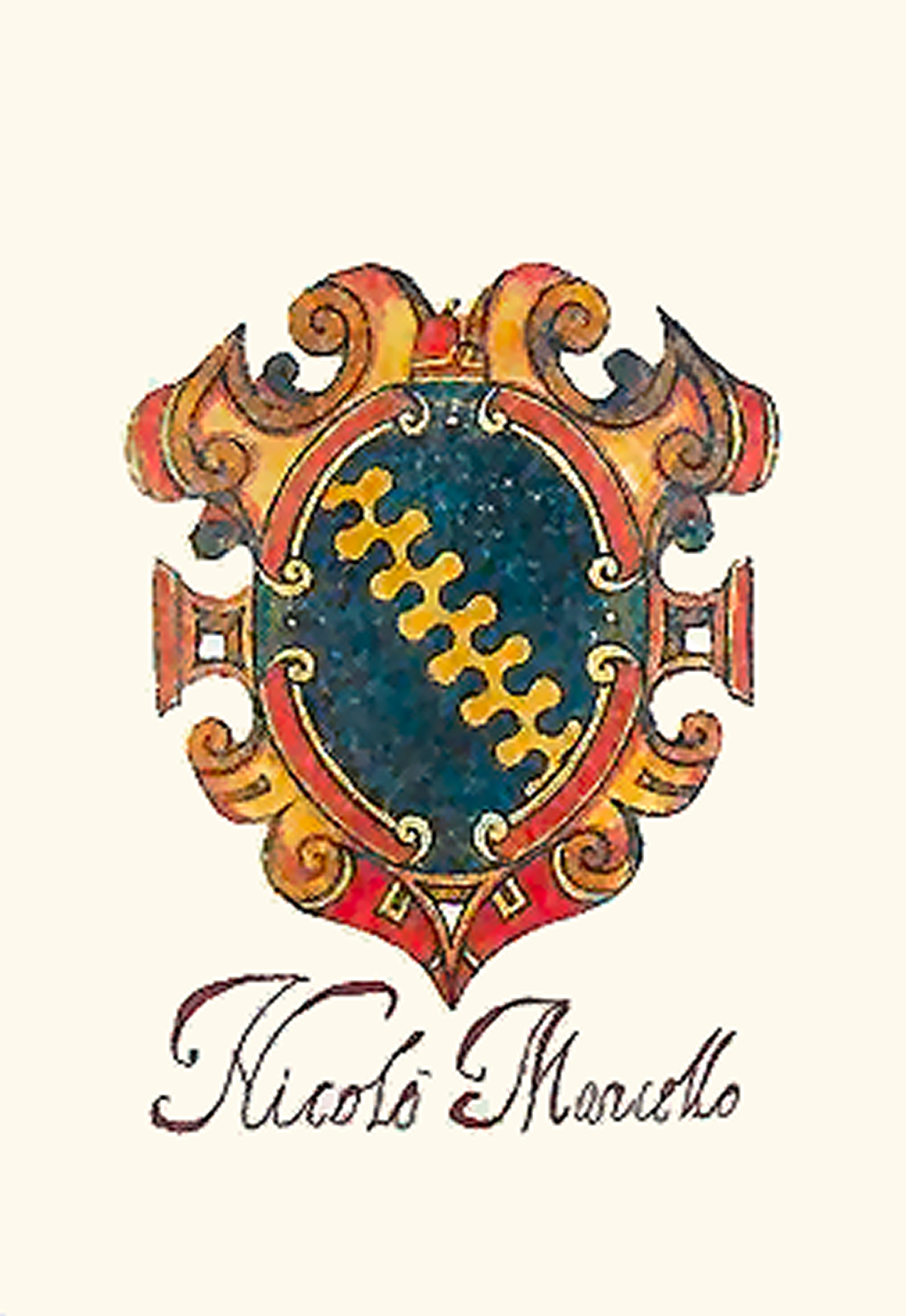
마르첼로의 문장

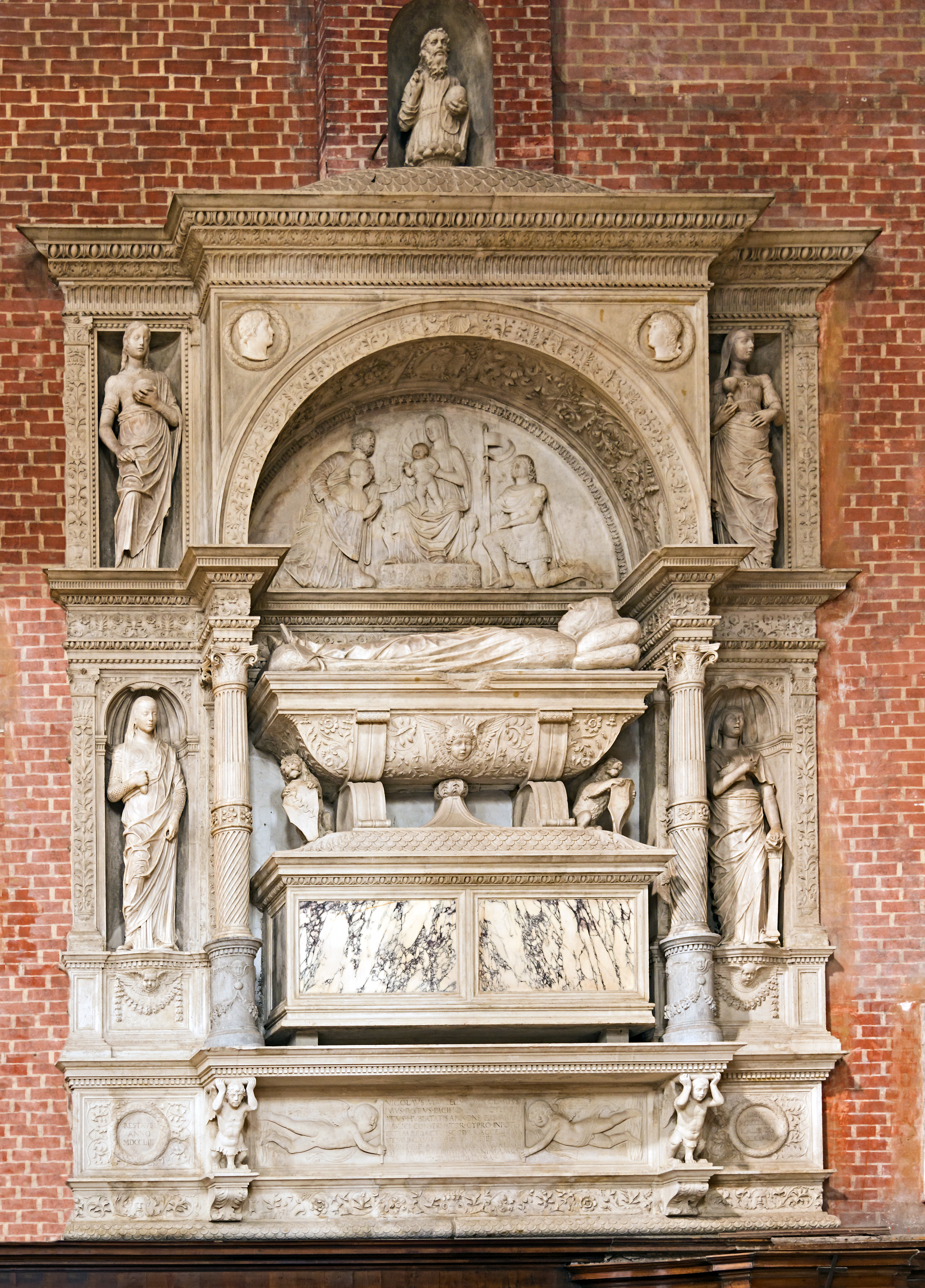
니콜로 마르첼로의 무덤

니콜로 마르첼로(Nicolò Marcello, 1399년 경 – 1474년 12월 1일)는 1473년에 선출된 69대 베네치아 공화국의 도제이다. 그는 1473년 8월 13일에서 1474년 12월 1일까지의 짧은 집권기를 가졌었다. 15세기 이전의 그림들로부터 인상스러운점은 티치아노가 마르첼로 사망 후도에도 그의 초상화를 오랜 기간 그렸다는 것이다.

## 생애
마르첼로는 10인 위원회의 대표인 콘시글리에레(consigliere), 지사 같은 베네치아 공화국의 여러 공직들을 하기 이전에는 오리엔트 지역의 무역가였다. 마르첼로는 두 차례 결혼했는데, 처음은 비안카 바르바리고(Bianca Barbarigo)와 그 후에는 콘타리나 콘타르니(Contarina Contarni)와 혼인해 딸을 가졌다.

## 도제
1473년 도제 선출에서 마르첼로는 미래의 도제들인 피에트로 모체니고, 안드레아 벤드라민을 제치고 승리했다. 그의 짧은 통치 기간 동안 베네치아의 재정을 재조직하는 데 헌신했다. 그는 마르첼로('Marcello)라고 불린 새로운 은화를 도입했다. 그의 유언으로 마르첼로는 재산 대부분을 자선 단체에 기부했다.

## 무덤
그의 사망 후, 장례 기념비는 예술가 피에트로 롬바르도가 맡았고 산타 마리나 교회(Santa Marina)에 세워졌다. 그 교회가 1818년에 세속화되면서 기념비는 산티 조반니 에 파올로 성당로 옮겨졌다. 그가 어디서 장례식을 치렀는지는 아직까지 논란에 있다.